# Józef Bońkowski
Józef Bońkowski herbu Brodzic (zm. 1809) – polski szlachcic, żupnik płocki (1766), łowczy zawkrzański (1786), cześnik zawkrzański (1788),  podstoli płocki (1789), wojski raciąski, kawaler Orderu Świętego Stanisława (1793).
Był synem Walentego i Marianny z domu Piączyńskiej. 27 września 1776 roku ożenił się w Pałukach z Zofią Bogdańską h. Prus III.
Posłował na Sejm Czteroletni z województwa płockiego, był jedynym posłem z tego województwa, który oponował przeciw Konstytucji 3 maja.
4 czerwca 1805 roku Józef Bońkowski kupił od Józefa Tadeusza Mostowskiego miasteczko Kuczbork oraz pobliskie wsie: Kuczbork-Wieś, Kozielsk, Ossowa, Olszewko, część Przyspy, Chodubki wraz z gruntem i łąką na Miłotkach za kwotę 220 000 zł czerwonych złotych 300.
Posiadał również wsie Radzimowice i Giełczynek, części wsi Rydzyn i Prusocin oraz Zofiyki i Budzki Brod.